# Malpighiaceae
Malpighiaceae Juss., 1789 è una famiglia di piante dicotiledoni originarie delle regioni tropicali.

## Descrizione
É una famiglia di piante legnose con portamento spesso lianoso. Le foglie sono semplici, opposte, provviste alla base di ghiandole. I fiori sono ermafroditi, attinomorfi o zigomorfi, con una struttura molto spesso pentamera, con calice di 5 sepali e corolla di 5 elementi con margine ciliato o dentato. L'androceo possiede 10 stami, mentre il gineceo è costituito da 3 carpelli liberi.
Il frutto è schizocarpo a noce o a drupa.

## Tassonomia
La famiglia comprende i seguenti generi:
- Acmanthera (Juss.) Griseb.
- Acridocarpus Guill., Perr. & A.Rich.
- Adelphia W.R.Anderson
- Alicia W.R.Anderson
- Amorimia W.R.Anderson
- Andersoniodoxa C.Davis & Amorim
- Aspicarpa Rich.
- Aspidopterys A.Juss. ex Endl.
- Banisteriopsis C.B.Rob.
- Barnebya W.R.Anderson & B.Gates
- Blepharandra Griseb.
- Brachylophon Oliv.
- Bronwenia W.R.Anderson & C.Davis
- Bunchosia Rich. ex Kunth
- Burdachia A.Juss. ex Endl.
- Byrsonima Rich. ex Kunth
- Calcicola W.R.Anderson & C.Davis
- Callaeum Small
- Calyptostylis Arènes
- Camarea A.St.-Hil.
- Carolus W.R.Anderson
- Caucanthus Forssk.
- Christianella W.R.Anderson
- Coleostachys A.Juss.
- Cordobia Nied.
- Diacidia Griseb.
- Dicella Griseb.
- Digoniopterys Arènes
- Dinemagonum A.Juss.
- Dinemandra A.Juss. ex Endl.
- Diplopterys A.Juss.
- Echinopterys A.Juss.
- Ectopopterys W.R.Anderson
- Excentradenia W.R.Anderson
- Flabellaria Cav.
- Flabellariopsis R.Wilczek
- Gallardoa Hicken
- Galphimia Cav.
- Gaudichaudia Kunth
- Glandonia Griseb.
- Glicophyllum R.F.Almeida
- Heladena A.Juss.
- Henleophytum H.Karst.
- Heteropterys Kunth
- Hiptage Gaertn.
- Hiraea Jacq.
- Janusia A.Juss. ex Endl.
- Jubelina A.Juss.
- Lasiocarpus Liebm.
- Lophanthera A.Juss.
- Lophopterys A.Juss.
- Madagasikaria C.Davis
- Malpighia Plum. ex L.
- Malpighiodes Nied.
- Mascagnia (Bertero ex DC.) Bertero
- Mcvaughia W.R.Anderson
- Mezia Schwacke ex Nied.
- Microsteira Baker
- Mionandra Griseb.
- Niedenzuella W.R.Anderson
- Peixotoa A.Juss.
- Peregrina W.R.Anderson
- Philgamia Baill.
- Psychopterys W.R.Anderson & S.Corso
- Pterandra A.Juss.
- Ptilochaeta Turcz.
- Rhynchophora Arènes
- Ryssopterys Blume ex A.Juss.
- Spachea A.Juss.
- Sphedamnocarpus Planch. ex Benth. & Hook.f.
- Stigmaphyllon A.Juss.
- Tetrapterys Cav.
- Thryallis Mart.
- Triaspis Burch.
- Tricomaria Gillies ex Hook. & Arn.
- Tristellateia Thouars
- Verrucularina Rauschert

### Alcune specie

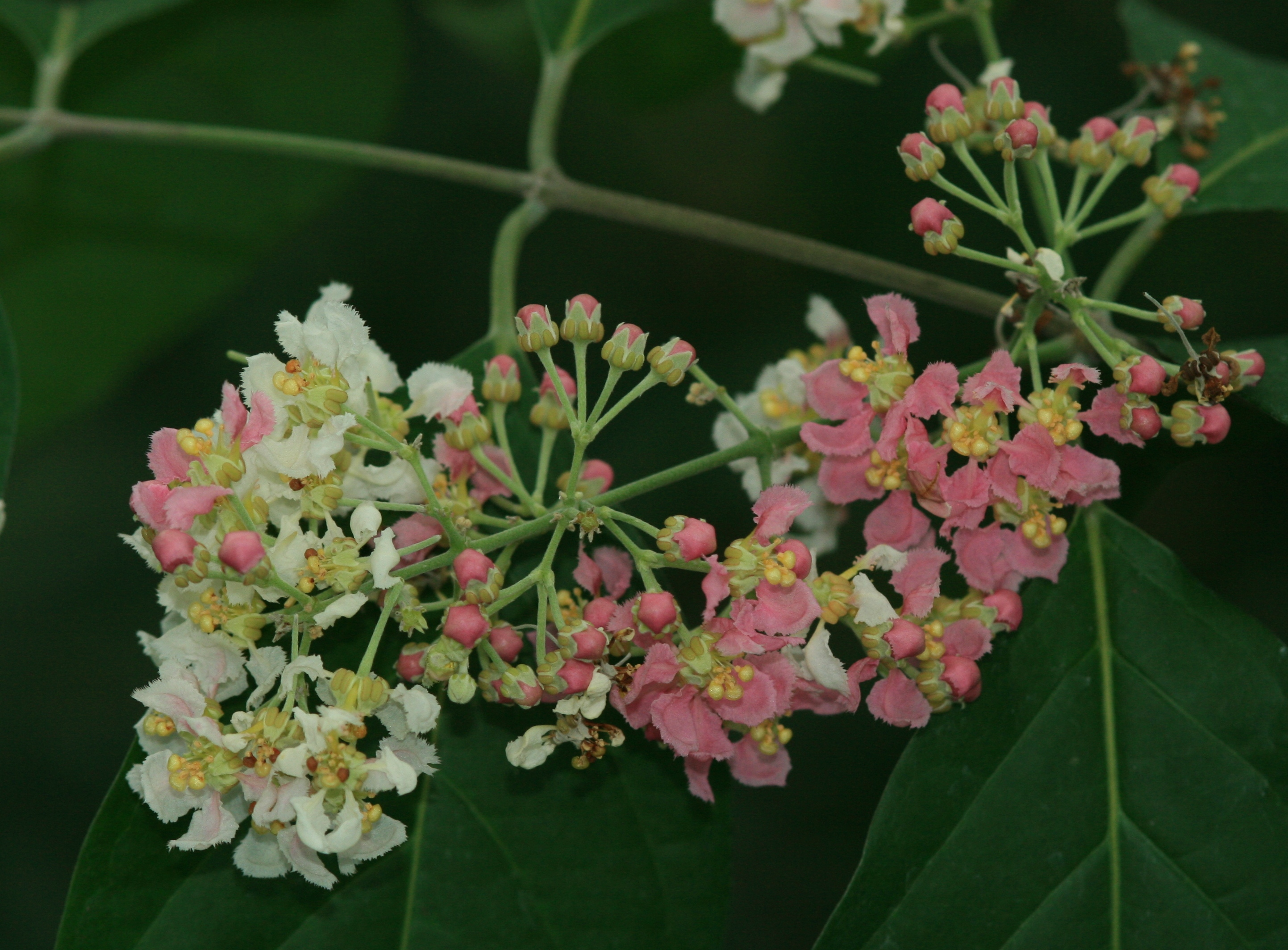
Banisteriopsis caapi
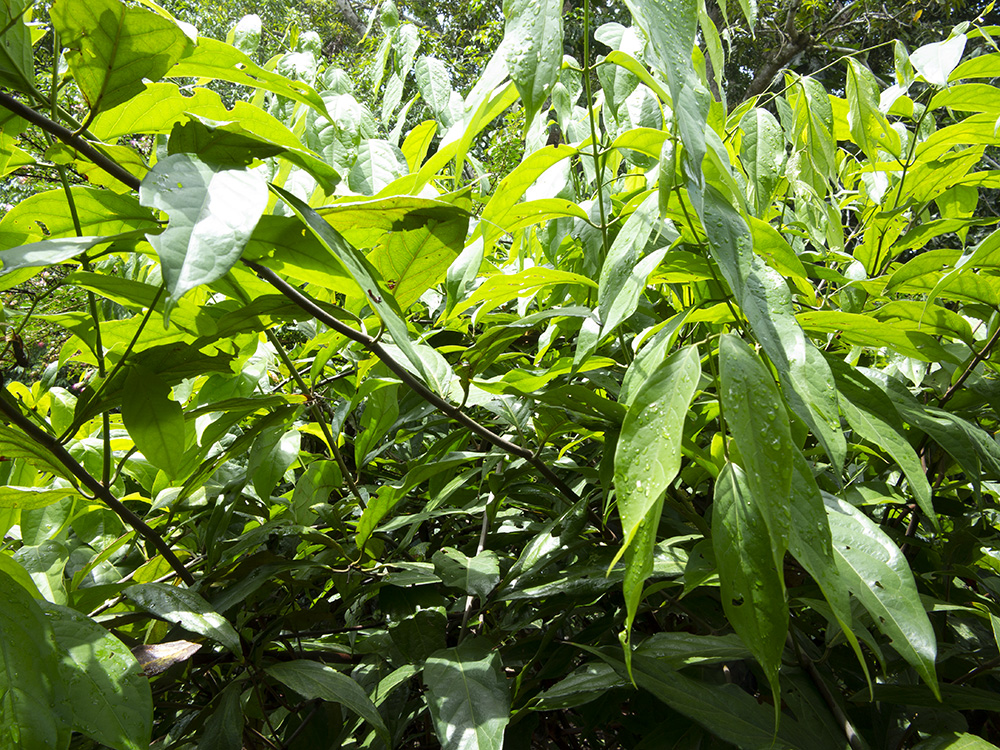
Diplopterys cabrerana
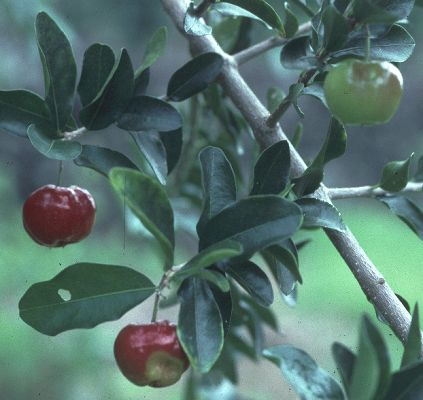
Malpighia glabra